# Vinylpyrrolidon
N-Vinyl-2-pyrrolidon (NVP) ist eine farblose Flüssigkeit mit schwachem aber charakteristischem Geruch. Es ist eine heterocyclische organische Verbindung, gehört jedoch nicht zu den Aromaten. In der chemischen Industrie wird es zur Herstellung von Polymeren, UV-härtenden Beschichtungen und von Tinten genutzt.

## Gewinnung und Darstellung
Im ersten Syntheseschritt wird γ-Butyrolacton mit Ammoniak umgesetzt. Anschließend wird das Produkt – 2-Pyrrolidon – in einer Reppe-Synthese mit Acetylen vinyliert.

## Eigenschaften

### Physikalische Eigenschaften
Bei rascher Abkühlung unter eine Temperatur von 13 °C kann Vinylpyrrolidon das Verhalten einer unterkühlten Flüssigkeit aufweisen, was für organische Substanzen eher unüblich ist. Bei Vorhandensein eines Kristallisationskeimes kommt es dann zu einer raschen exothermen Kristallisation, die mit einer spontanen Polymerisation verwechselt werden kann. Es löst sich in vielen organischen Lösungsmitteln, wie z. B. in Aceton, Diethylether, Ethanol, Toluol und Benzol.
- Schmelzenthalpie: 153 kJ/kg
- Viskosität: 2,4 mPa·s (20 °C)
- Wärmeleitfähigkeit: 0,157 W/(m·K) (20 °C)

### Chemische Eigenschaften
Vinylpyrrolidon ist sehr reaktiv und neigt zur spontanen Polymerisation. Es muss daher für eine längerfristige Lagerung stabilisiert werden. Meist geschieht dies mit Kalium- oder Natriumhydroxid oder einem organischen Stabilisator wie N,N′-Di-sec-butyl-p-phenylendiamin.
Die Polymerisation wird auch durch UV-Strahlung initiiert. Die Polymerisationswärme beträgt −64,3 ± 1,9 kJ/mol.

### Sicherheitstechnische Kenngrößen
Vinylpyrrolidon bildet oberhalb des Flammpunktes von 99 °C entzündliche Dampf-Luft-Gemische. Der Explosionsbereich liegt zwischen 1,4 Vol.-%  als untere Explosionsgrenze (UEG) und 10 Vol.-% als obere Explosionsgrenze (OEG). Die Zündtemperatur beträgt 240 °C. Der Stoff fällt somit in die Temperaturklasse T3.

## Verwendung
Aufgrund seiner UV-Sensibilität wird es für die Herstellung UV-härtender Tinten, Lacke und Beschichtungen, sowie als Photoinitiator für andere Polymere verwendet. Weiterhin wird aus Vinylpyrrolidon eine Vielzahl von Polymeren hergestellt. Die Produktpalette umfasst dabei lineare Polyvinylpyrrolidone (PVP), vernetztes Polyvinylpolypyrrolidon (PVPP), sowie zahlreiche Copolymere.

## Biologische Bedeutung
Vinylpyrrolidon ist als karzinogen der Kategorie 2 eingestuft, d. h. eine krebserzeugende Wirkung beim Menschen wird vermutet, da im Tierversuch bei Ratten eine erhöhte Inzidenz von Leber- und Kehlkopftumoren festgestellt wurde.

## Nachweis
Es ist keine spezielle Methode bekannt, um NVP nachzuweisen, meistens wird daher die Gaschromatographie verwendet.